# ピエトロ・ベルニーニ
ピエトロ・ベルニーニ（Pietro Bernini、1562年5月6日 - 1629年8月29日）は、イタリアの彫刻家、画家、修復家である。彫刻家のジャン・ロレンツォ・ベルニーニらの父親である。

## 略歴
トスカーナのセスト・フィオレンティーノで生まれた。フィレンツェの彫刻家、リドルフォ・シリガッティ(Ridolfo Sirigatti: 1553-1608)の弟子になった。絵は誰に学んだかは知られていないが、1580年頃にアントニオ・テンペスタ(1555–1630)とともにカプラローラのパラッツォ・ファルネーゼの壁画を描いたとする記録がある。
その後の数年間、ローマに滞在し、古い彫像の修復の仕事などをした。ローマでは教皇グレゴリウス13世からも注文を受けたとされている。1584年頃に、ナポリに移り、さまざまな教会のために彫刻を制作した。1594年にフィレンツェに戻りジョヴァンニ・バッティスタ・カッチーニ(Giovanni Battista Caccini: 1556-1613)とサンタ・トリニータ教会(Basilica di Santa Trinita)のレリーフを制作した。1596年からナポリで働き、ミケランジェロ・ナッケリーノ(Michelangelo Naccherino: 1550-1622)と工房を開きナポリの『ネプチューンの噴水』などを制作した。 
1605年頃から、ローマで働き、教皇パウルス5世のために仕事をし、息子のジャン・ロレンツォ・ベルニーニ(1598-1680)と仕事をするようになった。もう一人の息子、ルイージ・ベルニーニ(Luigi Bernini: c.1612-1681) も建築家、彫刻家になった。1605年。1606年にローマのアカデミア・ディ・サン・ルカの会長を務めた。
1639年にローマで没した。

## 作品

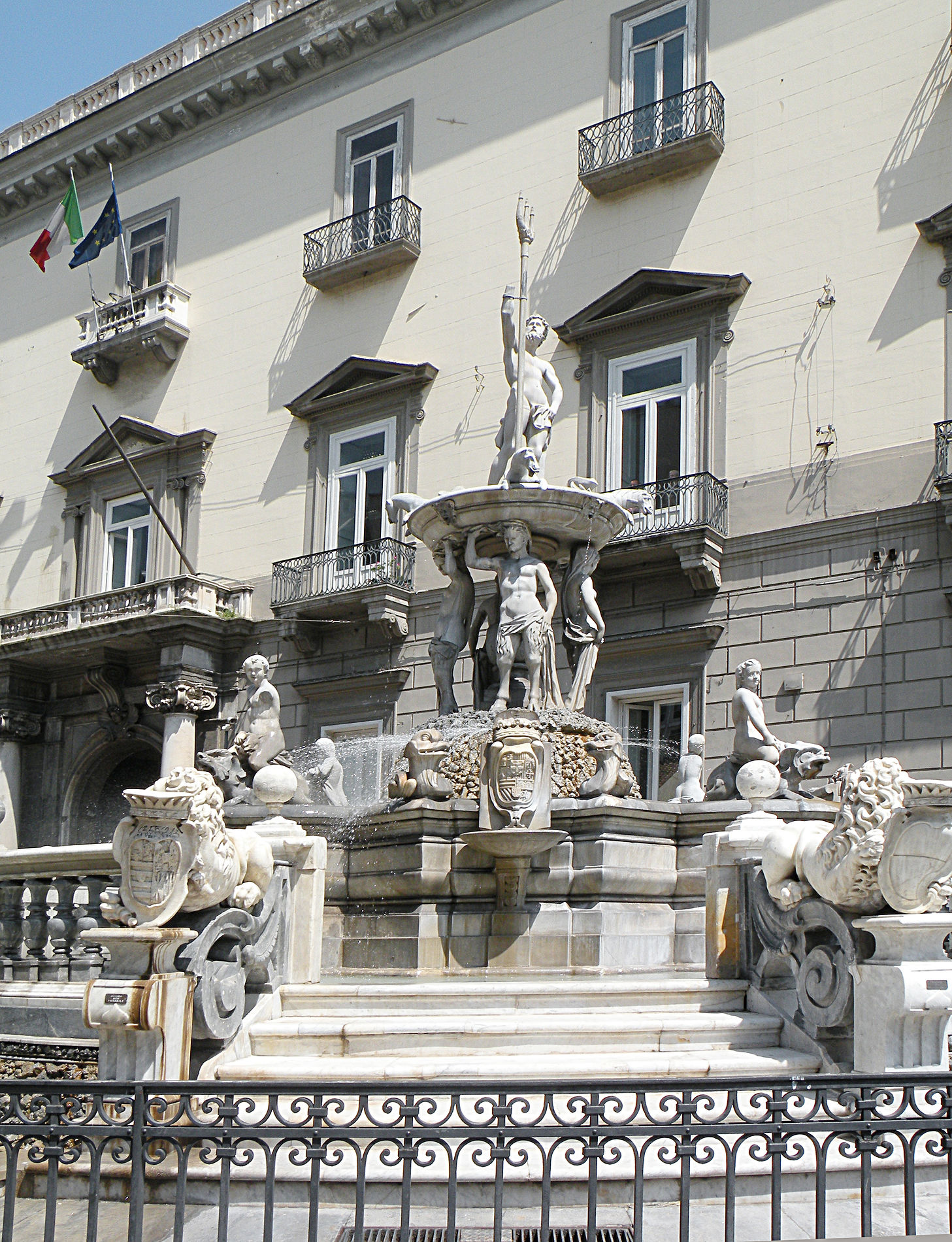
ナポリの『ネプチューンの噴水』(共作）
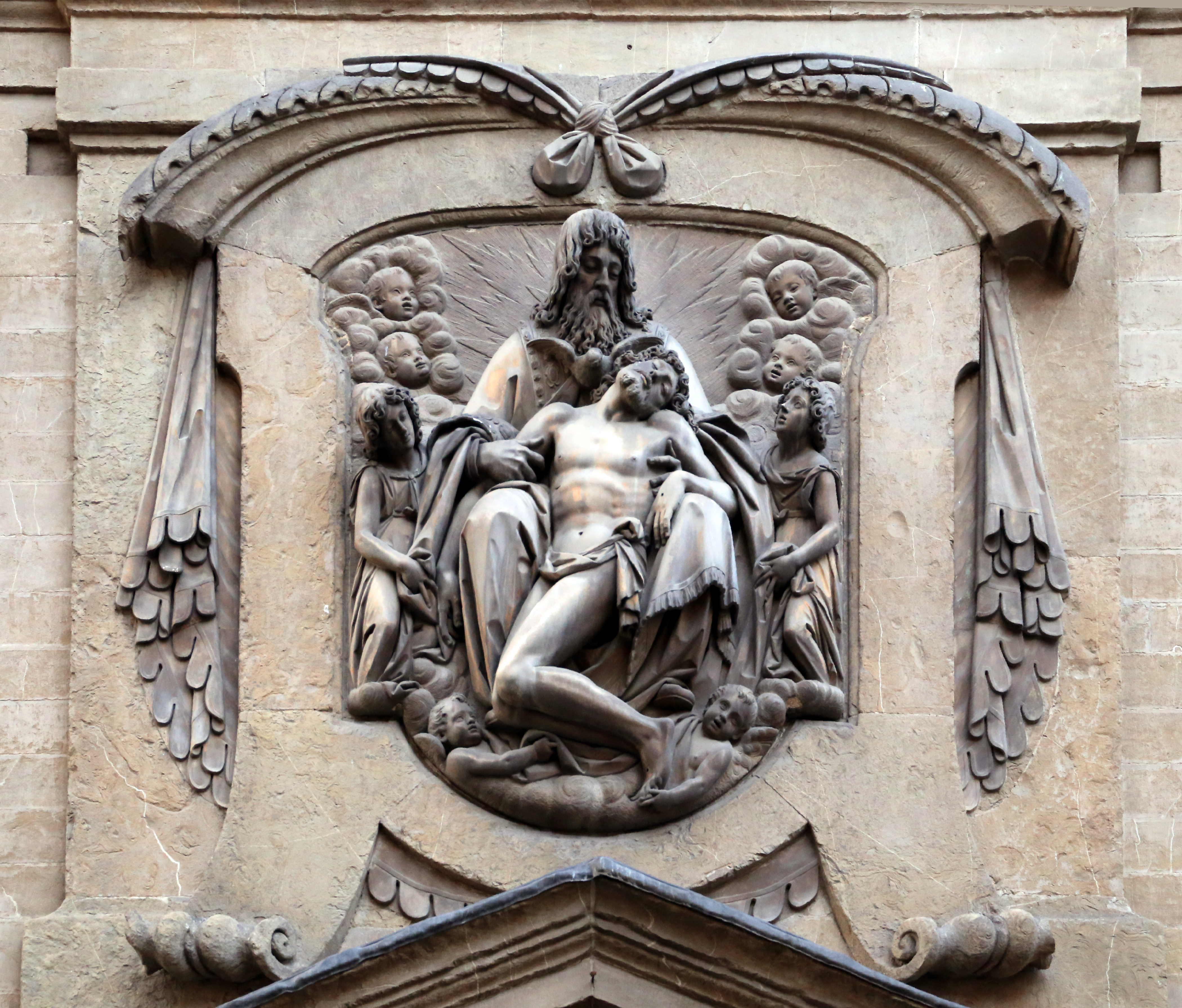
ジョヴァンニ・バッティスタ・カッチーニと共作、サンタ・トリニータ教会の装飾
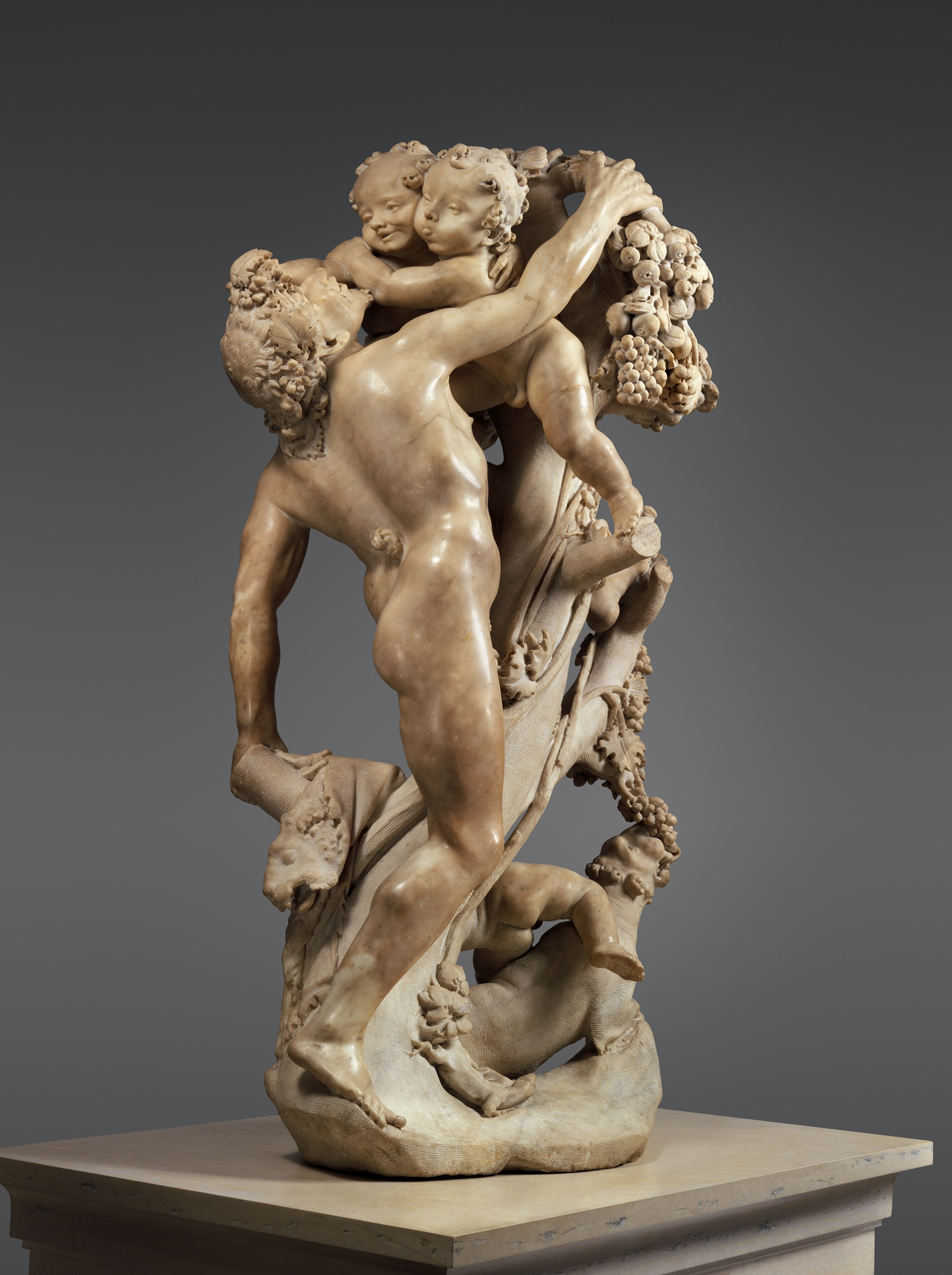
子供たちにからかわれる牧神、息子のジャン・ロレンツォ・ベルニーニによる模作
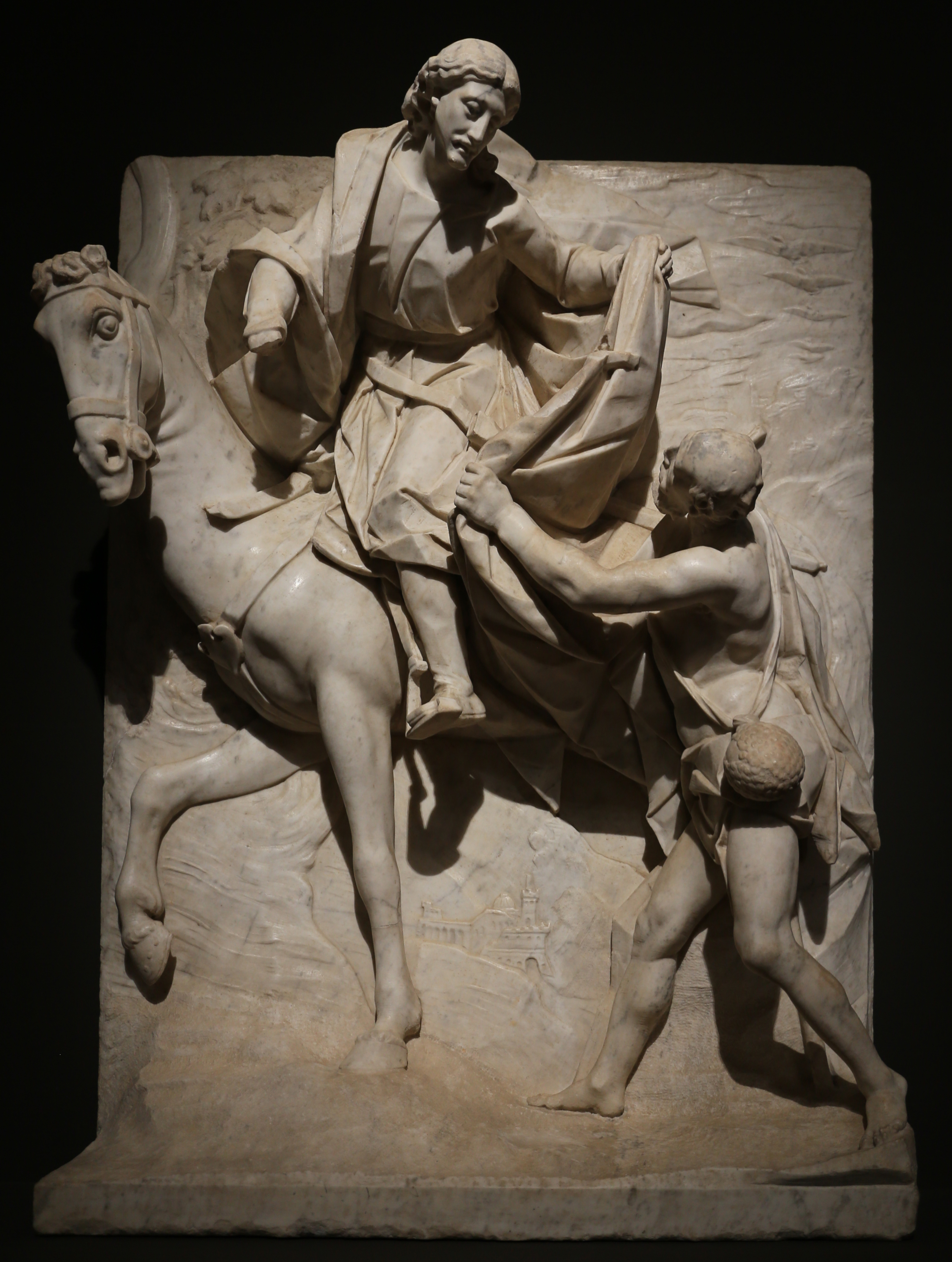
トゥールのマルティヌスと物乞い Museo di San Martino (Naples)